# Dāzmīr Kandeh
Dāzmīr Kandeh (persiska: Derāzmīr Kandeh, دِرازمير كَندِه, دازمير كنده) är en ort i Iran.   Den ligger i provinsen Mazandaran, i den norra delen av landet, 190 km nordost om huvudstaden Teheran. Antalet invånare är 747.
Terrängen runt Dāzmīr Kandeh är mycket platt. Runt Dāzmīr Kandeh är det ganska tätbefolkat, med 111 invånare per kvadratkilometer. Närmaste större samhälle är Sari, 18,7 km söder om Dāzmīr Kandeh. Trakten runt Dāzmīr Kandeh består till största delen av jordbruksmark.